# Atletik under sommer-OL 2012 – 200 m mænd
Mændenes 200 meter løb ved sommer-OL 2012 i London blev afviklet på det Olympiske stadion 4. til 5. august.

## Rekorder
Før konkurrencen var de gældende verdens- og olympiske rekorder:
| Verdensrekord       | Usain Bolt (JAM)      | 19,19 | Berlin, Tyskland  | 20. august 2009 |
| Olympisk rekord     | Usain Bolt (JAM)      | 19,30 | Beijing, Kina     | 20. august 2008 |
| Års bedste i verden | Yohan Blake (Jamaica) | 19.80 | Kingston, Jamaica | 1. juli 2012    |

## Program
| Dato                   | Tid   | Runde                     |
| ---------------------- | ----- | ------------------------- |
| Tirsdag 7. august 2012 | 11:50 | Indledende runder Runde 1 |
| Onsdag 8. august 2012  | 20:10 | Semifinaler               |
| Torsdag 9. august 2012 | 21:00 | Finale                    |

Alle tider er dansk tid

## Resultater

### Runde 1
Q = kvalifikation på placering; q = kvalifikation på tid; WR = Verdens rekord; OR = Olympisk rekord; NR = national rekord; PB = personlig bedste; SB = sæson bedste
Kvalifikationskrav: første 3 fra hvert heat (Q) plus de 3 hurtigste tider (q) kvalificerer sig til semifinalerne.

#### Heat 1
| Placering | Bane                    | Atlet | Nationalitet | Tid | Note |
| --------- | ----------------------- | ----- | ------------ | --- | ---- |
| 1         | Usain Bolt              | JAM   | 20.39        | Q   |      |
| 2         | Aldemir da Silva Junior | BRA   | 20.53        | Q   |      |
| 3         | Isiah Young             | USA   | 20.55        | Q   |      |
| 4         | Alex Wilson             | SUI   | 20.57        | q   |      |
| 5         | Noah Akwu               | NGR   | 20.67        |     |      |
| 6         | Michael Herrera         | CUB   | 21.05        |     |      |
| 7         | Vyacheslav Muravyev     | KAZ   | 21.75        |     |      |
| 8         | Jidou El Moctar         | MTN   | 22.94        | PB  |      |

#### Heat 2
| Placering | Bane                        | Atlet | Nationalitet | Tid   | Note |
| --------- | --------------------------- | ----- | ------------ | ----- | ---- |
| 1         | Christophe Lemaitre         | FRA   | 20.34        | Q     |      |
| 2         | Anaso Jobodwana             | RSA   | 20.46        | Q     |      |
| 3         | Aaron Brown                 | CAN   | 20.55        | Q, PB |      |
| 4         | Likoúrgos-Stéfanos Tsákonas | GRE   | 20.56        | q     |      |
| 5         | Rondel Sorrillo             | TRI   | 20.76        |       |      |
| 6         | Carlos Jorge                | DOM   | 21.02        |       |      |
| 7         | Cristián Reyes              | CHI   | 21.29        |       |      |
| 8         | Ibrahim Turay               | SLE   | 21.90        | PB    |      |

#### Heat 3
| Placering | Bane                | Atlet | Nationalitet | Tid | Note |
| --------- | ------------------- | ----- | ------------ | --- | ---- |
| 1         | Maurice Mitchell    | USA   | 20.54        | Q   |      |
| 2         | Christian Malcolm   | GBR   | 20.59        | Q   |      |
| 3         | Michael Mathieu     | BAH   | 20.62        | Q   |      |
| 4         | Roberto Skyers      | CUB   | 20.66        |     |      |
| 5         | Shota Iizuka        | JPN   | 20.81        |     |      |
| 6         | Sibusiso Matsenjwa  | SWZ   | 20.93        | NR  |      |
| 7         | José Carlos Herrera | MEX   | 21.17        |     |      |
| 8         | Joel Redhead        | GRN   | 21.22        |     |      |

#### Heat 4
| Placering | Bane                | Atlet | Nationalitet | Tid | Note |
| --------- | ------------------- | ----- | ------------ | --- | ---- |
| 1         | Yohan Blake         | JAM   | 20.38        | Q   |      |
| 2         | Bruno de Barros     | BRA   | 20.52        | Q   |      |
| 3         | Jaysuma Saidy Ndure | NOR   | 20.52        | Q   |      |
| 4         | Serhiy Smelyk       | UKR   | 20.65        |     |      |
| 5         | Paul Hession        | IRL   | 20.69        |     |      |
| 6         | Zhenye Xie          | CHN   | 20.69        |     |      |
| 7         | Mosito Lehata       | LES   | 20.74        |     |      |

#### Heat 5
| Placering | Bane            | Atlet | Nationalitet | Tid | Note |
| --------- | --------------- | ----- | ------------ | --- | ---- |
| 1         | Warren Weir     | JAM   | 20.29        | Q   |      |
| 2         | Antoine Adams   | SKN   | 20.59        | Q   |      |
| 3         | Kamil Krynski   | POL   | 20.66        | Q   |      |
| 4         | Pavel Maslák    | CZE   | 20.67        |     |      |
| 5         | Tremaine Harris | CAN   | 20.70        |     |      |
| 6         | Marek Niit      | EST   | 20.82        |     |      |
| 7         | Reto Schenkel   | SUI   | 20.98        |     |      |
| N/A       | Alonso Edward   | PAN   | N/A          | DQ  |      |

#### Heat 6
| Placering | Bane              | Atlet | Nationalitet | Tid   | Note |
| --------- | ----------------- | ----- | ------------ | ----- | ---- |
| 1         | Alex Quiñónez     | ECU   | 20.28        | Q, NR |      |
| 2         | Wallace Spearmon  | USA   | 20.47        | Q     |      |
| 3         | Shinji Takahira   | JPN   | 20.57        | Q     |      |
| 4         | Brendan Christian | ANT   | 20.63        | q, SB |      |
| 5         | Jonathan Åstrand  | FIN   | 20.73        | SB    |      |
| 6         | Aziz Ouhadi       | MAR   | 20.80        |       |      |
| 7         | Sandro Viana      | BRA   | 21.05        |       |      |
| N/A       | Ben Youssef Meité | CIV   | N/A          | DNS   |      |

#### Heat 7
| Placering | Bane                      | Atlet | Nationalitet | Tid | Note |
| --------- | ------------------------- | ----- | ------------ | --- | ---- |
| 1         | Churandy Martina          | NED   | 20.58        | Q   |      |
| 2         | Kei Takase                | JPN   | 20.72        | Q   |      |
| 3         | Jared Connaughton         | CAN   | 20.72        | Q   |      |
| 4         | Amr Ibrahim Mostafa Seoud | EGY   | 20.81        |     |      |
| 5         | Arnaldo Abrantes          | POR   | 20.88        |     |      |
| 6         | James Ellington           | GBR   | 21.23        |     |      |
| 7         | Trevorvano Mackey         | BAH   | 21.28        |     |      |
| 8         | Jean-Yves Esparon         | SEY   | 21.99        |     |      |

### Semifinals
Kvalifikationskrav: første 2 fra hvert heat (Q) plus de 2 hurtigste tider (q) kvalificeres til finalen.

#### Heat 1
| Placering | Bane                        | Atlet | Nationalitet | Tid | Note |
| --------- | --------------------------- | ----- | ------------ | --- | ---- |
| 1         | Yohan Blake                 | JAM   | 20.01        | Q   |      |
| 2         | Wallace Spearmon            | USA   | 20.02        | Q   |      |
| 3         | Christophe Lemaitre         | FRA   | 20.03        | q   |      |
| 4         | Jaysuma Saidy Ndure         | NOR   | 20.42        |     |      |
| 5         | Likoúrgos-Stéfanos Tsákonas | GRE   | 20.52        | PB  |      |
| 6         | Bruno de Barros             | BRA   | 20.55        |     |      |
| 7         | Jared Connaughton           | CAN   | 20.64        |     |      |
| 8         | Kei Takase                  | JPN   | 20.70        |     |      |

#### Heat 2
| Placering | Bane                    | Atlet | Nationalitet | Tid   | Note |
| --------- | ----------------------- | ----- | ------------ | ----- | ---- |
| 1         | Usain Bolt              | JAM   | 20.18        | Q     |      |
| 2         | Anaso Jobodwana         | RSA   | 20.27        | Q, PB |      |
| 3         | Alex Quiñónez           | ECU   | 20.37        | q     |      |
| 4         | Aaron Brown             | CAN   | 20.42        | PB    |      |
| 5         | Aldemir da Silva Junior | BRA   | 20.63        |       |      |
| 6         | Kamil Krynski           | POL   | 20.83        |       |      |
| 7         | Alex Wilson             | SUI   | 20.85        |       |      |
| 8         | Isiah Young             | USA   | 20.89        |       |      |

#### Heat 3
| Placering | Bane              | Atlet | Nationalitet | Tid | Note |
| --------- | ----------------- | ----- | ------------ | --- | ---- |
| 1         | Churandy Martina  | NED   | 20.17        | Q   |      |
| 2         | Warren Weir       | JAM   | 20.28        | Q   |      |
| 3         | Christian Malcolm | GBR   | 20.51        |     |      |
| 4         | Maurice Mitchell  | USA   | 20.56        |     |      |
| 5         | Brendan Christian | ANT   | 20.58        | SB  |      |
| 6         | Antoine Adams     | SKN   | 20.65        |     |      |
| 7         | Shinji Takahira   | JPN   | 20.77        |     |      |
| N/A       | Michael Mathieu   | BAH   | N/A          | DQ  |      |

### Finale
| 1 | 7 | Usain Bolt          | Jamaica   | 19.32          | WL, SB |
| 2 | 4 | Yohan Blake         | Jamaica   | 19.44          | SB     |
| 3 | 8 | Warren Weir         | Jamaica   | 19.84          | PB     |
| 4 | 6 | Wallace Spearmon    | USA       | 19.90          | SB     |
| 5 | 5 | Churandy Martina    | Holland   | 20.00          |        |
| 6 | 2 | Christophe Lemaitre | Frankrig  | 20.19          |        |
| 7 | 3 | Álex Quiñónez       | Ecuador   | 20.57          |        |
| 8 | 9 | Anaso Jobodwana     | Sydafrika | 20.69          |        |
|   |   |                     |           | vind: +0.4 m/s |        |